# Storia della Scozia (I secolo-IV secolo)

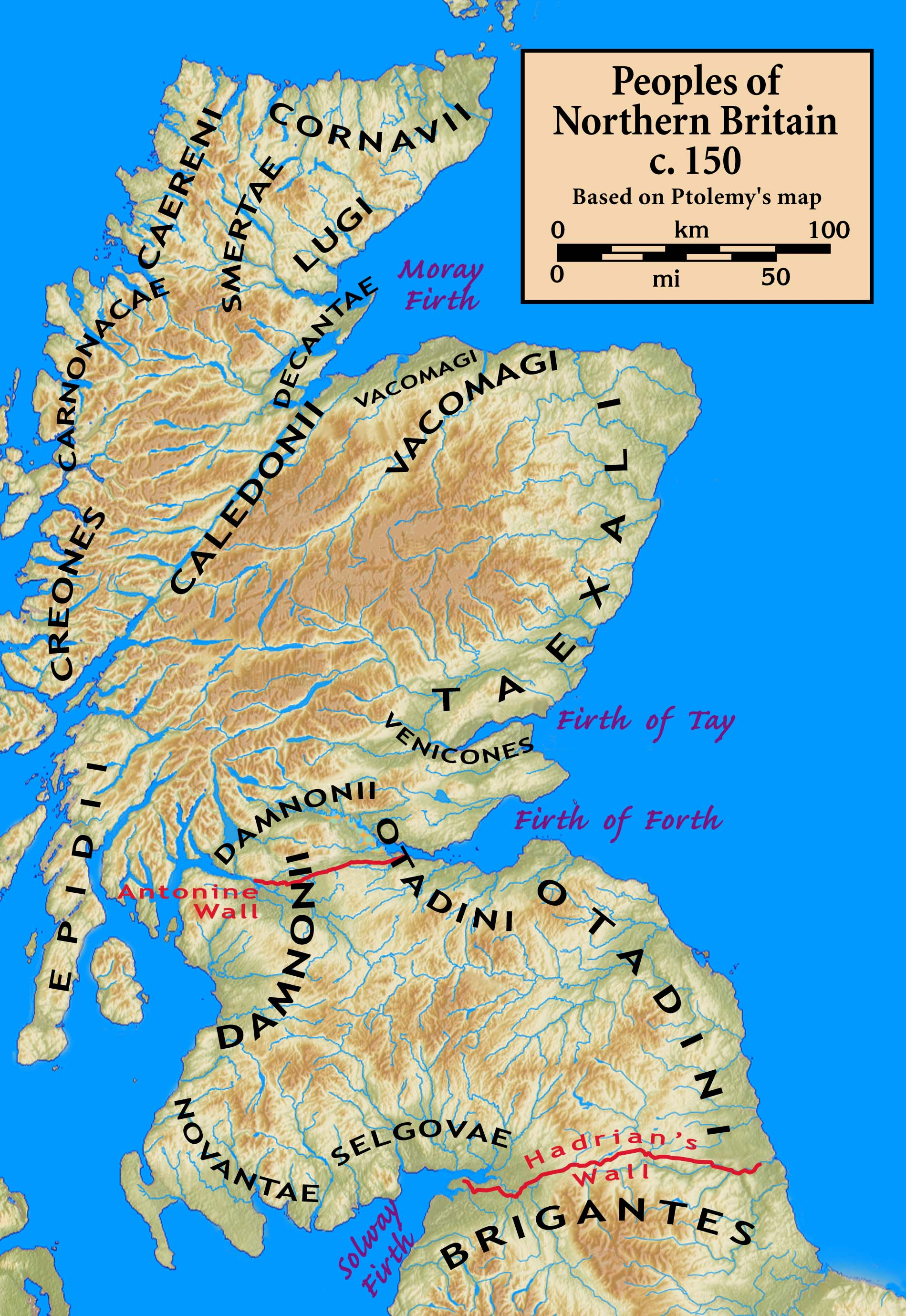
Mappa delle popolazioni nella Gran Bretagna settentrionale, basata sulle testimonianze di Tolomeo.

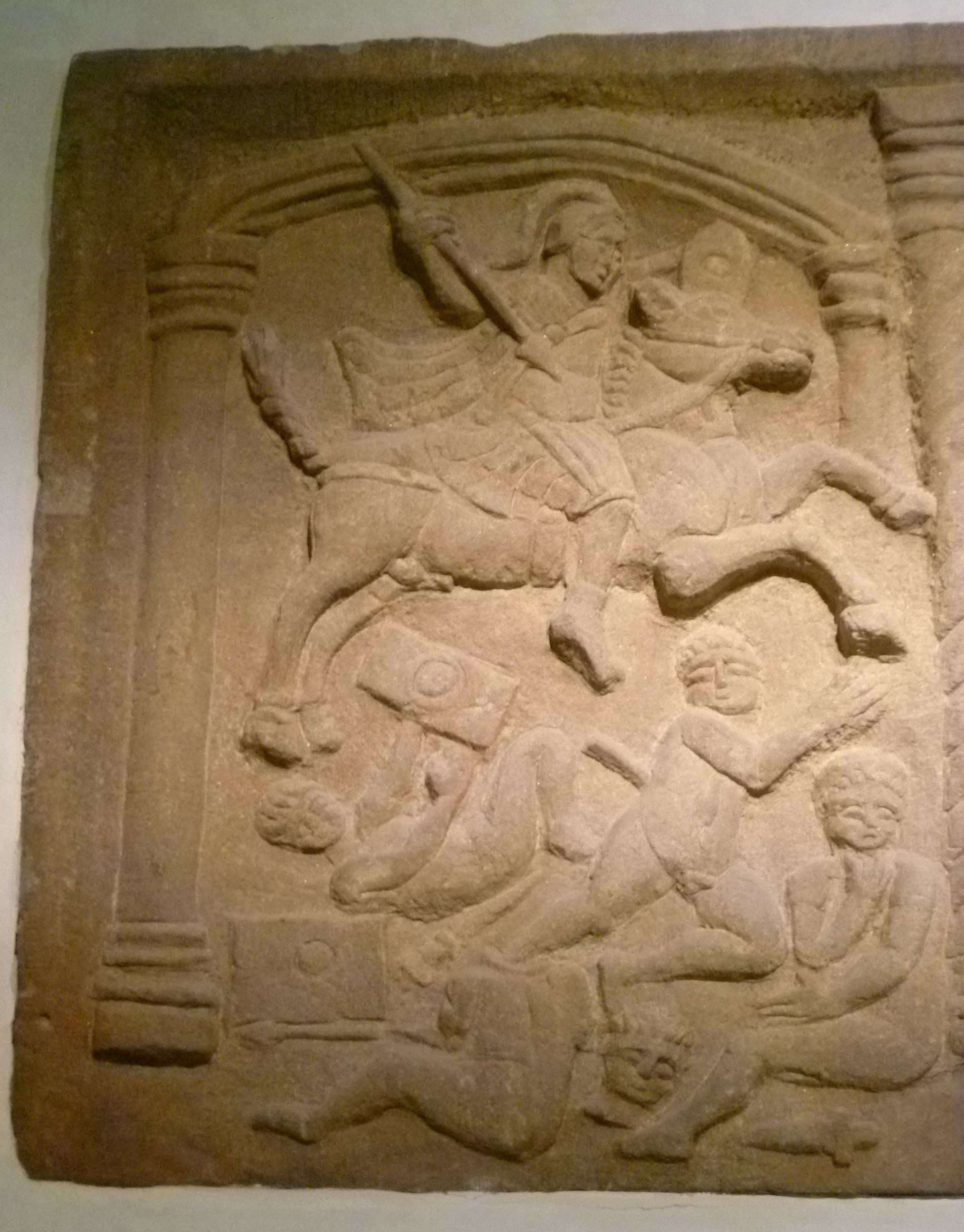
Cavaliere romano che calpesta i Pitti, sulla lastra di Bridgeness, una tavoletta trovata a Bo'ness nei pressi del Vallo di Antonino, che viene datata attorno all'anno 142, attualmente conservato nel National Museum of Scotland

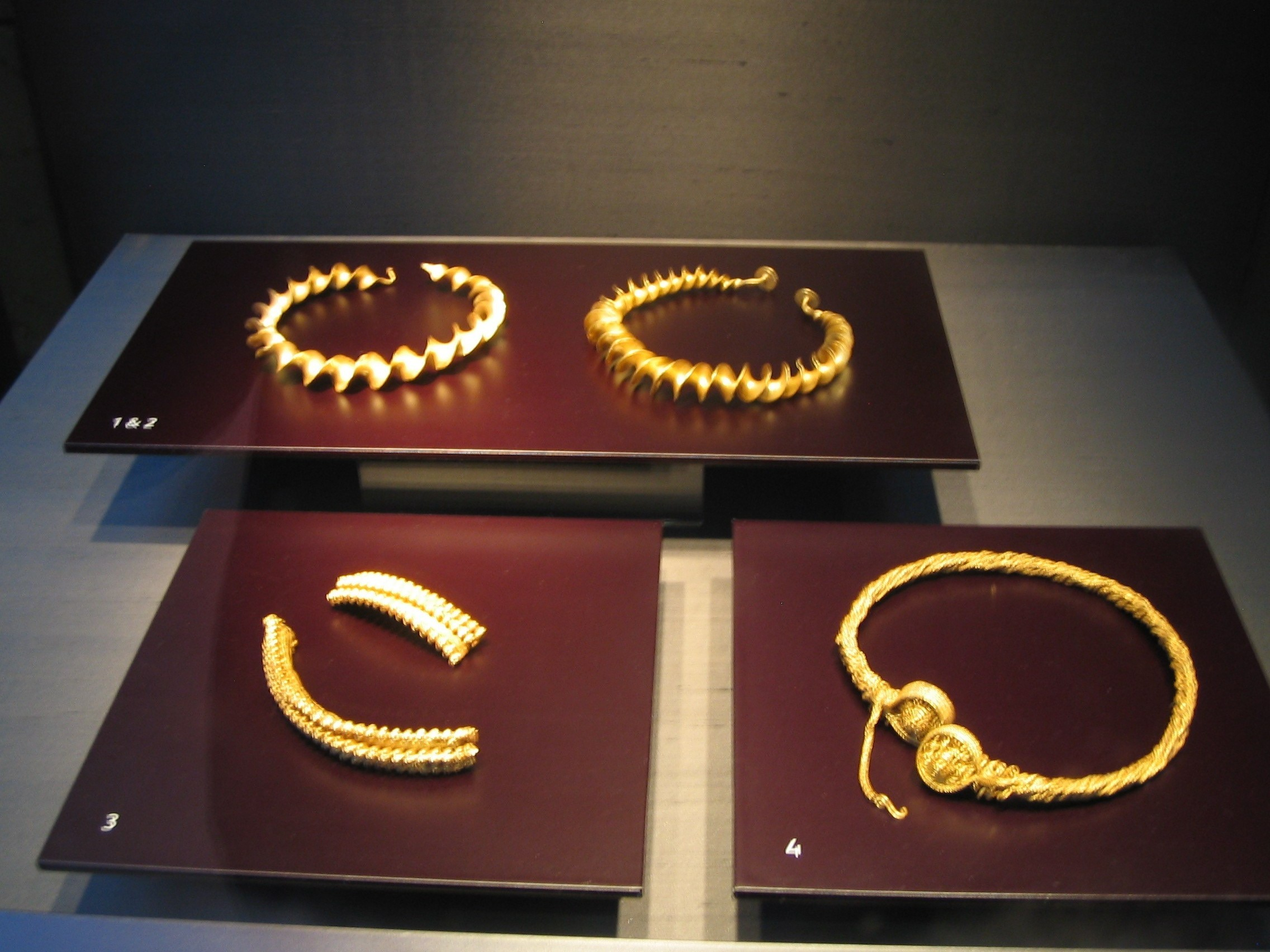
La Torque di Stirling: una serie di oggetti celtici dorati.

Questa voce si riferisce alla Storia della Scozia dal I al IV secolo. In questo periodo l'Impero romano tentò diverse volte di dominare la Scozia, all'epoca abitata dalle tribù celtiche dei Caledoni e dai Meati, con successi temporanei.
All'epoca dell'Impero romano, l'area a nord del fiume Forth era chiamata Caledonia, mentre l'area a sud, che corrisponde agli odierni Inghilterra e Galles, era conosciuta con il nome di Britannia. Le legioni romane arrivarono nell'attuale Scozia attorno al 71 d.C., avendo già conquistato i popoli celti che stanziavano in Inghilterra. Con lo scopo di conquistare l'intera isola della Britannia, l'esercito romano, sotto il comando di Petilio Ceriale e Agricola, fece una campagna contro i Caledoni negli anni 70 e 80. La biografia di Agricola, scritta da Publio Cornelio Tacito, menziona la vittoria romana sui caledoni presso il Monte Graupio. Al giorno d'oggi non è stata ancora individuata l'esatta collocazione della battaglia.
Agricola pare abbia ripetuto la circumnavigazione della Gran Bretagna come aveva fatto il greco Pitea ricevendo la sottomissione delle tribù locali e fortificando il Gask Ridge, poi stabilendosi più a sud tra il Solway Firth e il fiume Tyne. In questa zona venne in seguito eretto il Vallo di Adriano. Successivamente diversi comandanti romani tentarono di conquistare le terre a nord del Vallo adrianeo, tra cui una spedizione che portò momentaneamente la linea di confine più a settentrione, che venne poi fortificata con il nome di Vallo di Antonino.
La storia di quest'epoca è complessa e poco documentata. Per esempio non è ben chiara la collocazione della provincia romana di Valentia, costituita nel IV secolo, se si estendesse tra i due Valli, a sud del Vallo di Adriano o nell'attuale Galles. I romani riuscirono a possedere i territori in Caledonia solo per 40-80 di anni e smisero di tentare la conquista del territorio dopo l'anno 211.
Il nome "Scozia" deriva dalle popolazioni degli Scoti che, durante l'Impero romano, erano stanziati nell'attuale Ulster e, nella tarda antichità, si insediarono nelle coste occidentali.

## Età del Ferro in Scozia
Claudio Tolomeo individuò una serie di tribù celtiche stanziate a nord dell'istmo Forth-Clyde, tra cui i Cornovi in Caithness, i Caereni, Smerie, Carnonaci, Decanti, Lugi e Creoni a nord del Great Glen, i Taexali a nord-est, gli Epidi nell'Argyll, i Veniconi nel Fife, i Caledoni nelle Highlands centrali e infine i Vacomagi stanziati nei pressi di Strathmore. Le tribù dell'attuale Scozia meridionale erano i Damnonii nella valle del Clyde, i Novanti nel Galloway, i Selgovi nella costa meridionale e i Votadini ad est. Probabilmente queste popolazioni parlavano una forma di lingua celtica brittonica, tuttavia non c'è alcuna documentazione al riguardo.
Poco si sa delle alleanze tra tribù dell'Età del Ferro. L'esatta delimitazione dell'Antica Caledonia non è certa. Il nome "Caledonia" era usato dai geografi romani come Tacito, Tolomeo, Plinio il Vecchio e Lucano. Probabilmente prima dell'arrivo dei romani c'erano una serie di tribù indipendenti tra loro.
Nonostante la scoperta di molti siti archeologici dell'Età del Ferro in Scozia, ci sono una serie di questioni irrisolte in merito alla vita dei Celti nell'Antichità. La datazione al carbonio risulta problematica per quest'epoca. Per una serie di ragioni le ricerche archeologiche si sono concentrate nelle isole occidentali e in quelle settentrionali, mentre in terraferma sono ancora limitate.

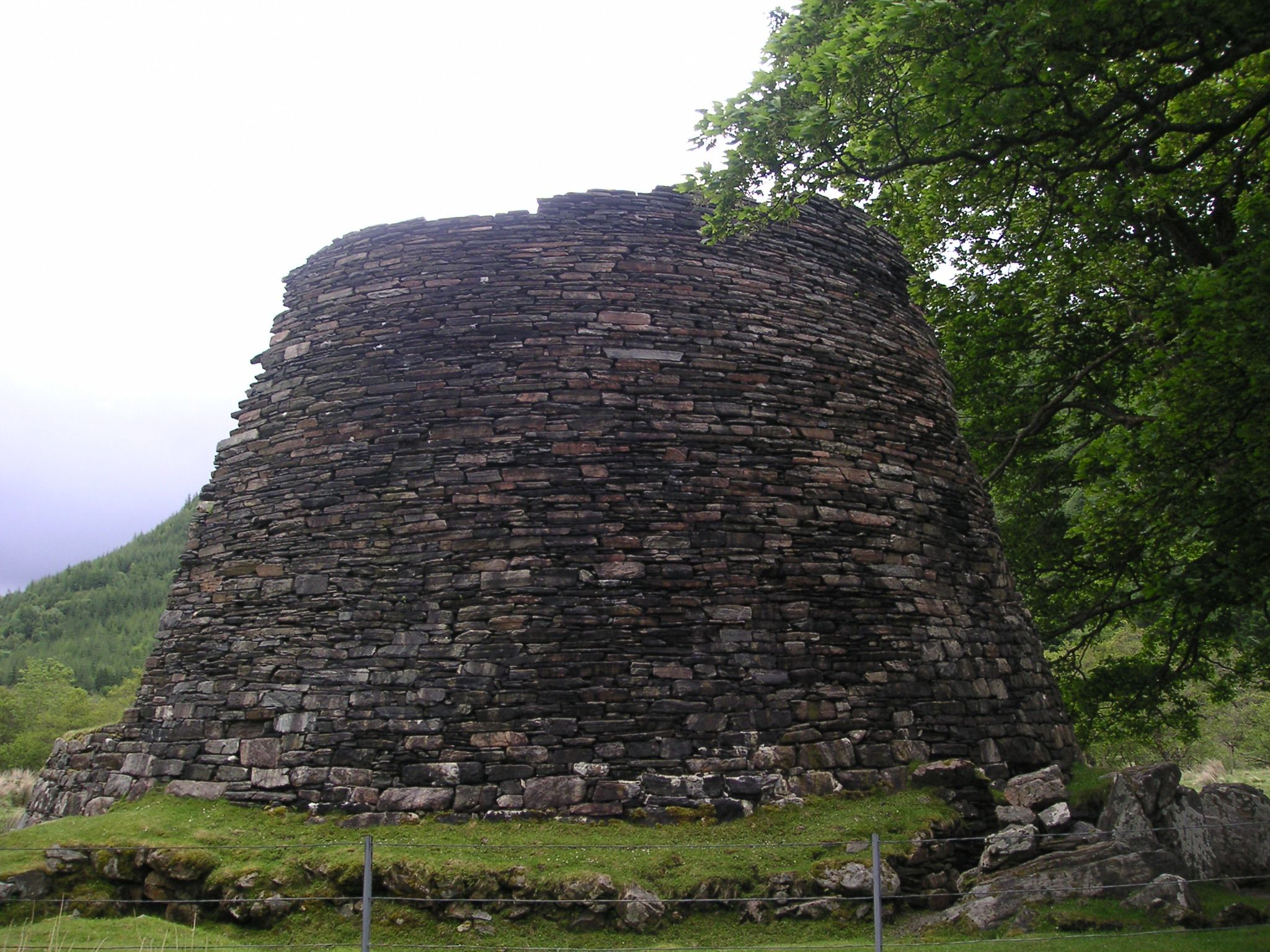
Broch di Dun Telve a Glenelg, Highland

Le popolazioni della prima Età del Ferro vivevano in edifici di pietra, in modo particolare nel nord e nell'ovest, chiamati "Atlantic roundhouse". I resti di queste costruzioni si trovano in tutto il territorio, alcune sono semplici macerie, altre sono torri. Sono databili dal IX secolo A.C. al IV secolo d.C. In Scozia ci sono almeno un centinaio di siti di questo tipo. Nonostante questi ritrovamenti, non è ancora chiaro l'utilizzazione di queste costruzioni.
Gli studi hanno dimostrato che in queste edificazioni di pietra stanziavano anche l'intera popolazione di isole come Barra e North Uist. Gli insediamenti scozzesi dell'Età del Ferro dimostano che non c'era una sorta di gerarchi sociale.
Sono state anche rinvenute oltre quattrocento strutture sotterranee risalenti al II-III secolo d.C., di cui la funzione non è ancora chiara.
In Scozia sono stati rinvenuti diversi forti vetrificati. La loro datazione non è ancora precisa. Come nel caso del forte di Finavon Hill vicino Forfar nell'Angus: si è usato diverse tecniche, che hanno dato una datazione variabile tra il II secolo a.C. fino alla metà del I millennio d.C. La mancanza di artefatti nei siti sotterranei da a pensare che fossero già abbandonati prima dell'arrivo delle legioni di Roma.
Le sepolture risalenti all'Età del Ferro sono rare. Nel 2008 è stato fatto un rinvenimento a Dunbar. Il sito sepolcrale di Alloa è databile tra il 90-130 d.C.

## Insediamenti e i "brochs"

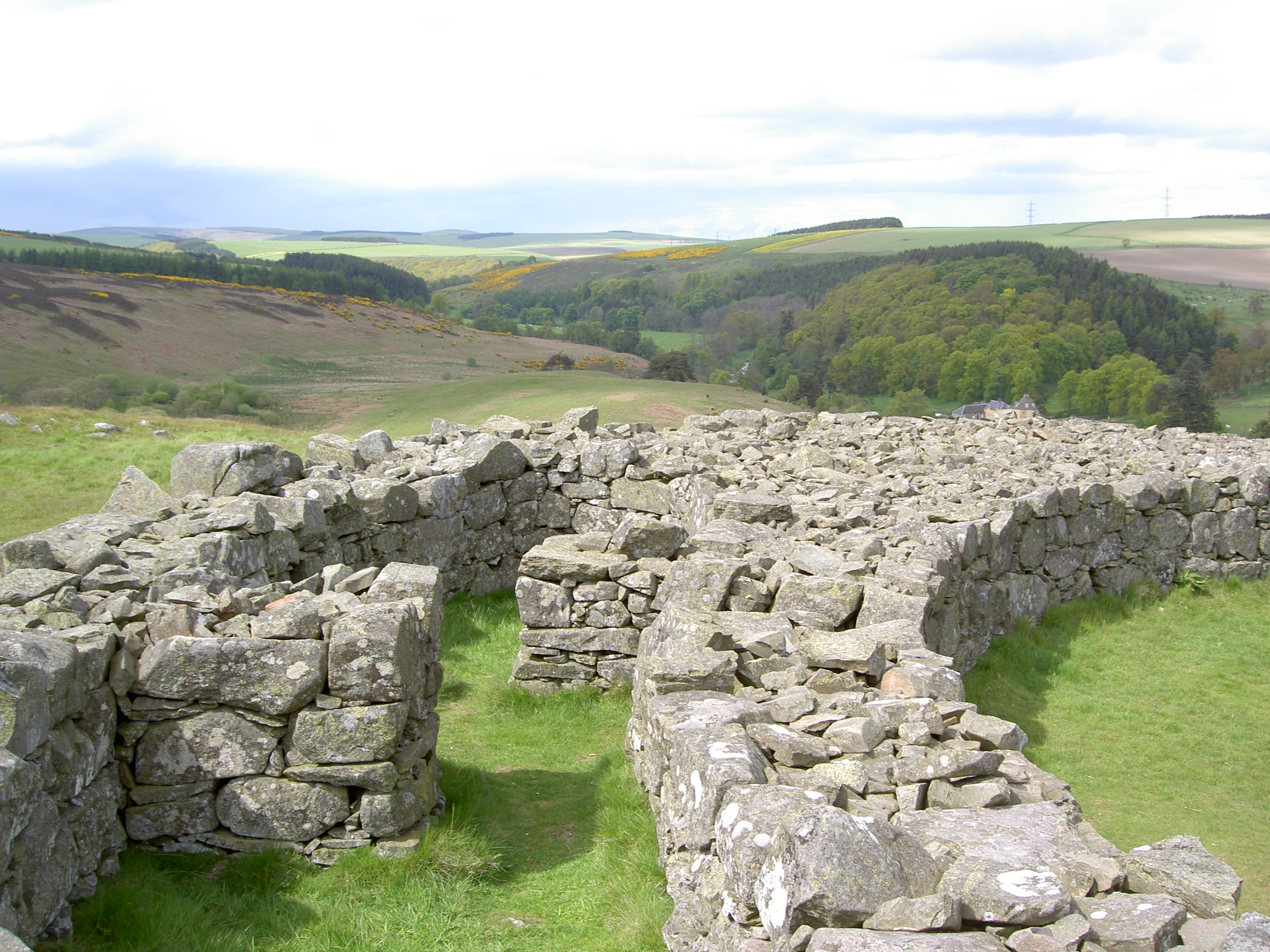
Il broch di Edin's Hall vicino a Duns, sono ancora evidenti le stanze intramurarie

Claudio Tolomeo identificava diciannove città dalle notizie tratte dalle campagne militari di Agricola. Tuttavia non ci sono prove archeologiche che siano esistiti luoghi urbanizzati. Molti dei quei nomi sono oscuri: ad esempio Devana potrebbe essere Banchory; Alauna potrebbe essere Dumbarton Rock; un posto con lo stesso nome potrebbe essere l'attuale Castello di Edimburgo. Lindon potrebbe essere Balloch nel Loch Lomond.
Ci sono i resti di quindici torri nella Scozia meridionale, databili attorno alle incursioni di Agricola. Sono in quattro luoghi: la Valle del Forth, vicino al Firth of Tay, nel sudovest e nel confine orientale. Questi si trovano assai distanti dai broch. Probabilmente il broch di Leckie è stato distrutto dagli invasori romani, come pure il sito di Fairy Knowe a Buchlyvie. Risalenti al I secolo d.C., presso questi due siti sono stati rinvenuti diversi artefatti sia nativi sia romani. Gli abitanti allevavano pecore, capre e maiali e cacciavano cervi e cinghiali.
Il broch di Edin's Hall nel Berwickshire è quello meglio preservato nella Scozia meridionale. In questo sito non sono stati trovati artefatti di provenienza romana. Sono state fatte varie teorie sulla loro esistenza. Tuttavia è possibile che non abbiano nulla a che fare con le relazioni tra nativi e romani.

## Geografia romana
Prima dell'arrivo dei romani la Scozia era già abitata da secoli, tuttavia soltanto del periodo classico viene descritta dai geografi.
Sul De mundo si fa menzione di due grandi isole chiamate Albion (Gran Bretagna) e Ierne (Irlanda). L'esploratore greco Pitea arrivo in Gran Bretagna tra il IV e il III secolo a.C. e probabilmente ha circumnavigato l'isola descrivendola di forma triangolare. Nel suo lavoro cita le Orcadi come punta settentrionale.

Opere originali de Sull'Oceano non sono giunte fino a noi, tuttavia copie dell'opera circolavano nel I secolo d.C., cosicché i romani avevano una rudimentale conoscenza della Britannia settentrionale. Attorno al 43 d.C.il geografo romano Pomponio Mela, scrisse nel De Chorographia che esistevano trenta isole Orcadi e sette isole Haemodae (le isole Shetland). Le ceramiche trovate nel Broch di Gurness, nelle Orcadi, dimostrano che ci sia stata la presenza romana attorno al 60 d.C. All'epoca di Plinio il Vecchio, cioè prima del 79 d.C., la conoscenza romana sul territorio dell'attuale Scozia si estendeva fino alle isole Hebudes (Isole Ebridi), Dumna (probabilmente si intendeva le Ebridi Esterne), la Foresta della Caledonia; inoltre si sapeva già sulle popolazioni autoctone, cioè i Caledoni. Demetrio di Tarso racconta di una spedizione fatta attorno all'anno 83 d.C. nella costa occidentale dicendo di aver visitato posti tetri e isole disabitate; una di queste era abitata da uomini santi.

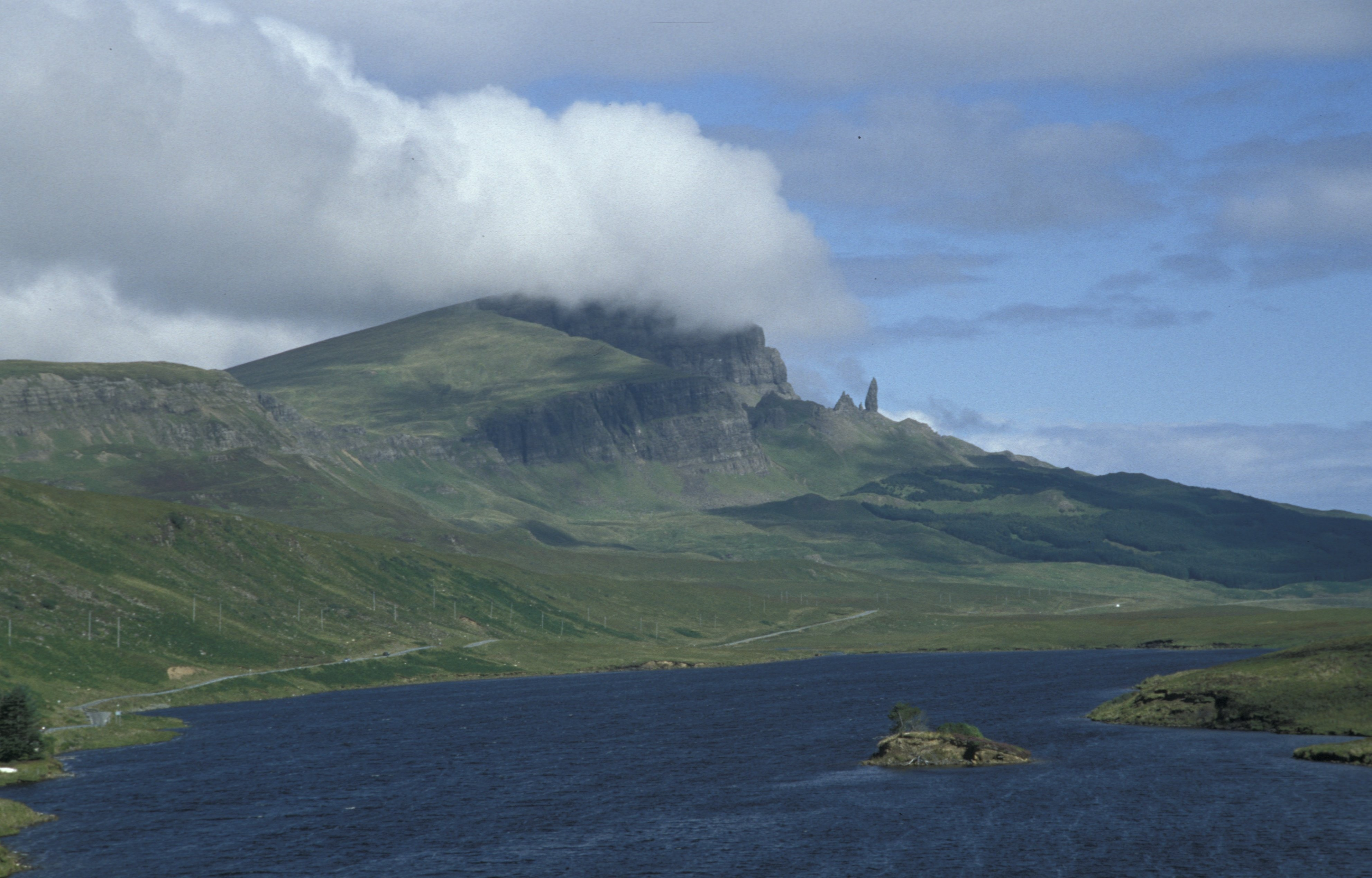
"Un cupo viaggio tra isole disabitate" – Demetrio di Tarso

 Tolomeo identificò diciotto tribù in Scozia. Alcuni di questi nomi sono sconosciuti e le sue informazioni non sono molto affidabili per quanto riguarda la parte nordoccidentale.
Il catalogo delle tribù individuate da Tolomeo comprendevano Caereni, Smertae, Carnonacae, Decantae, Lugi, e Creones, insediati a nord del Great Glen, i Cornovii nel Caithness, i Taexali nel nordest, gli Epidii nell'Argyll, i Venicones nel Fife, i Vacomagi insediati nel Strathmore e i Caledoni che si trovavano nelle Highlands centrali.

## I secolo d.C.
La prima attestazione scritta sul rapporto tra Impero romano e Scozia riguarda la sottomissione del re di Orkney all'imperatore Claudio avvenuta a Camulodunum nel 43 d.C. Tuttavia si è ipotizzato che ci fossero stati precedenti relazioni tra il re delle Orcades e Roma. Le relazioni cordiali tra i britanni della Scozia e Roma non durarono a lungo poiché già nel 71 d.C. il governatore Ceriale lanciò la campagna di conquista della Scozia.

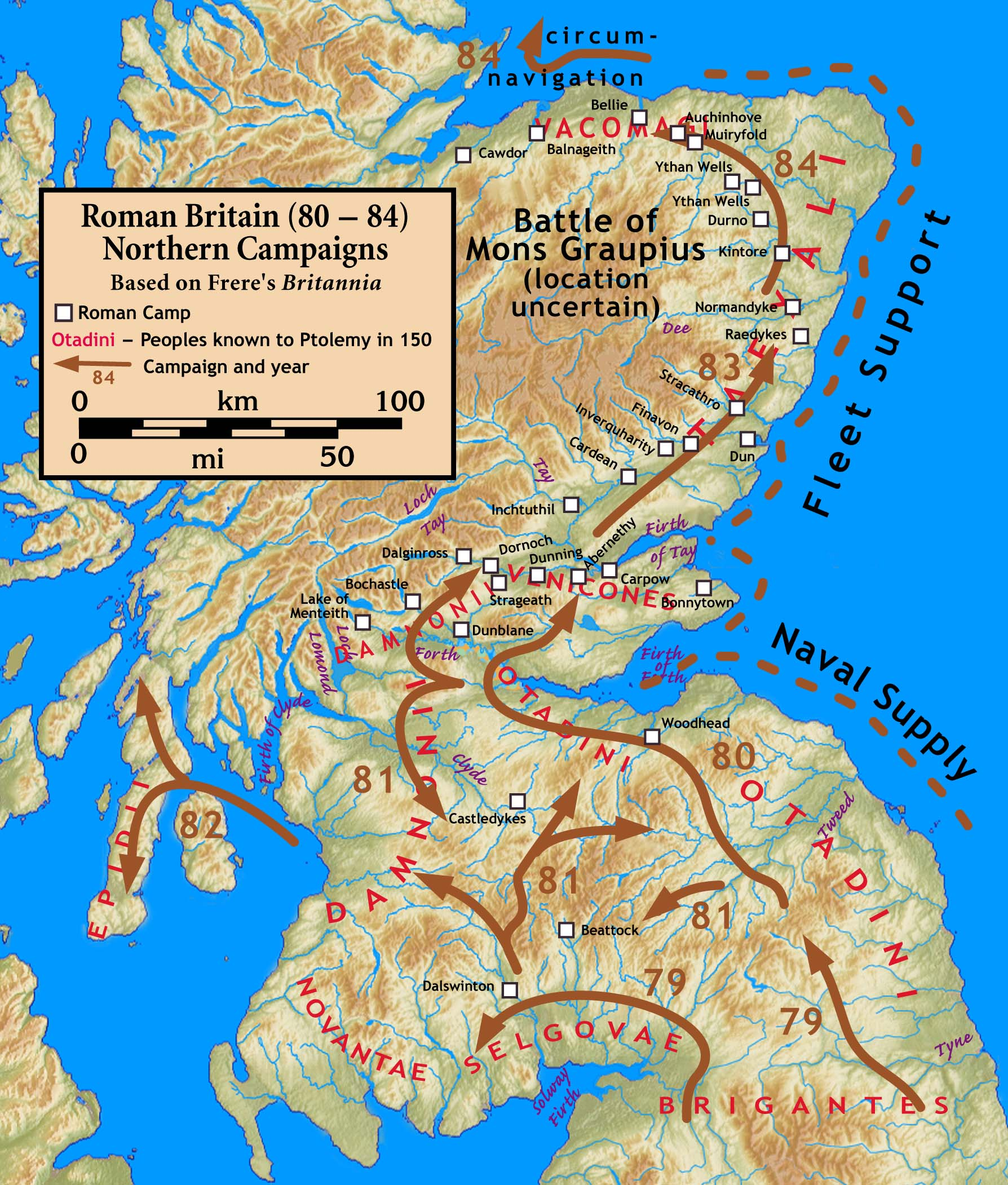
Campagne militari romane in Scozia verso la fine del I secolo d.C.

I Votadini, insediati nella Scozia sudorientale, entrarono nella sfera d'influenza romana agli inizi della campagna e Ceriale mandò una divisione verso nord attraverso il loro territorio fino alle coste del Firth of Forth. La Legio XX Valeria Victrix prese la via occidentale attraverso Annandale in modo da circondare i Selgovi I primi successi militari tentarono Ceriale, che si diresse ulteriormente verso nord e costruendo una serie di fortificazioni lungo il Gask Ridge, diventando una sorta di confine tra Veniconi e Caledoni.

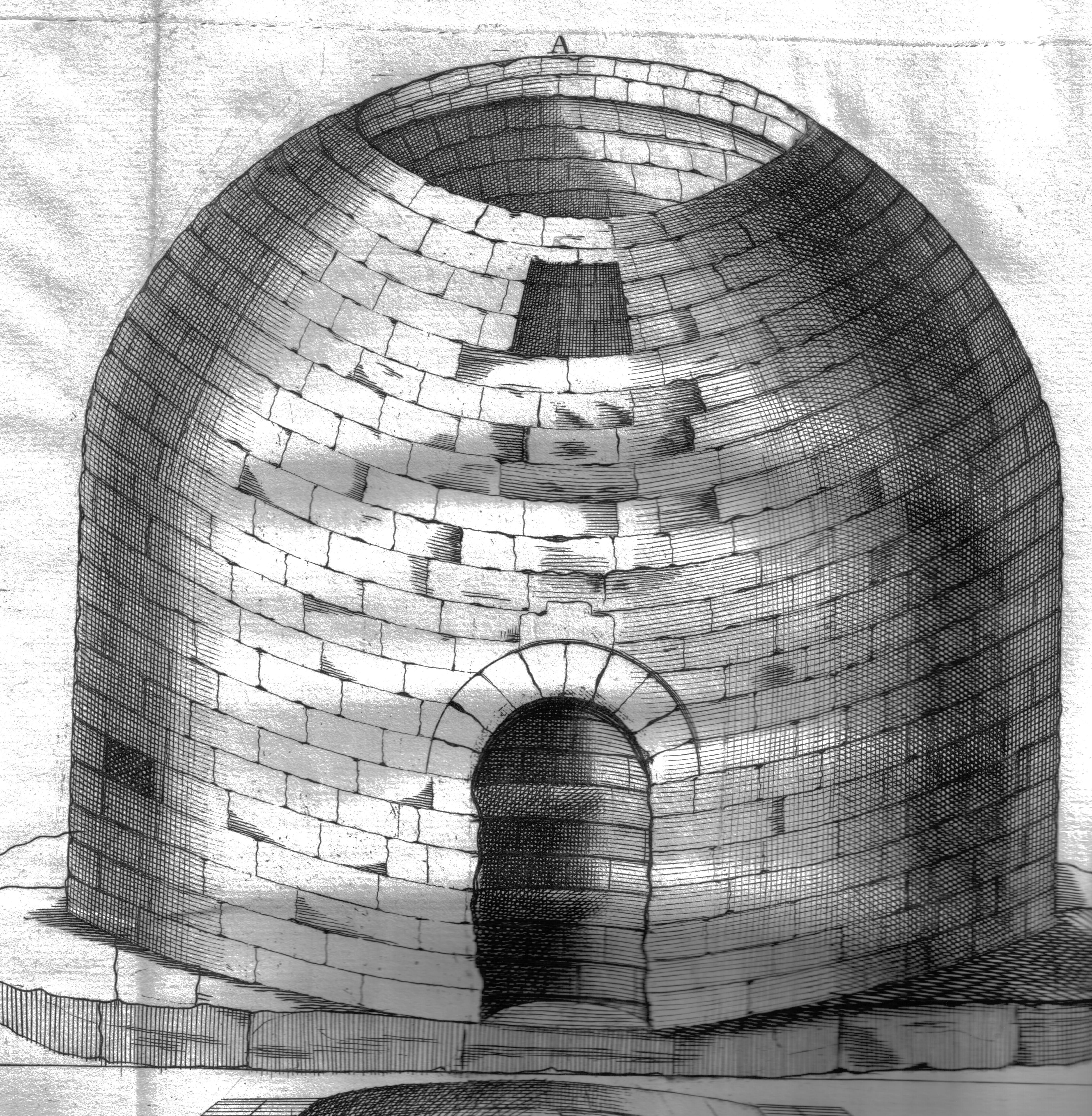
Arthur's O'on, un monumento romano a Stenhousemuir vicino Falkirk, preso dall'opera Itinerarium Septentrionale di Alexander Gordon del 1726. Fu demolita diciassette anni dopo.

Nell'estate del 78 d.C. Gneo Giulio Agricola arrivò nella Britannia per assumere l'incarico di governatore. Due anni dopo le legioni romane costruirono un possente forte a Trimontium, nei pressi dell'attuale Melrose. Scavi archeologi nel Ventesimo secolo portarono alla luce numerosi reperti nella zona. Agricola portò il suo esercito fino all'estuario del fiume Taus, cioè il Tay, ordinando la costruzione di nuovi forti.
Nel 2019 un team di archeologi guidati da Iraia Arabaolaza scoprì un campo militare rislaente al I secolo d.C., usato dalle legioni romane.
Nell'estate dell'84 l'esercito romano combatté i Caledoni al Monte Graupio. Agricola posizionò i suoi ausiliari, di origine britannica, in prima linea, tenendo i legionari di riserva. I Caledoni, male armati, furono sconfitti. Tuttavia gran parte di loro riuscì a scappare nei territori più impervi delle Highlands. Tacito stimò che i Caledoni persero diecimila uomini, mentre i Romani soltanto trecentosessanta. Storici come Roy, Surenne, Watt, Hogan credono che il luogo della battaglia sia Kempstone Hill, Megray Hill o altre collinette vicino a Raedykes. Altre ipotesi comprendono la collina di Bennachie nell'Aberdeenshire, il Gask Ridge non lontano da Perth. e il Sutherland. Si è anche ipotizzato che, vista l'assenza di ritrovamenti archeologici, che la battaglia non si sia mai realmente svolta.
Calgacus, un capo guerriero caledone, viene menzionato da Tacito nell'Agricola per il suo valore. La sorte di Calgacus è sconosciuta.
Dopo la battaglia del Monte Graupio, Agricola ordinò alle navi di raggiungere il nord della Scozia e di chiedere la sottomissione degli abitanti delle Orcadi. Agricola riuscì a sottomettere tutte le tribù britanniche all'Impero romano.

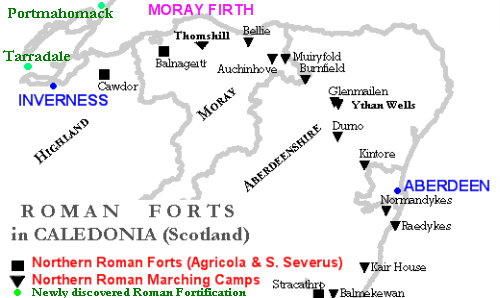
Forte romano a Cawdor ubicato nelle vicinanze di Inverness.

 Tuttavia Cassio Dione riporta che la circumnavigazione della Scozia risalga all'epoca dell'imperatore Tito, cioè nel 79, cinque anni prima della battaglia al Monte Graupio.
Probabilmente sono stati costruiti dei campi lungo le coste meridionali del Moray Firth, sebbene la loro collocazione non sia stata trovata.

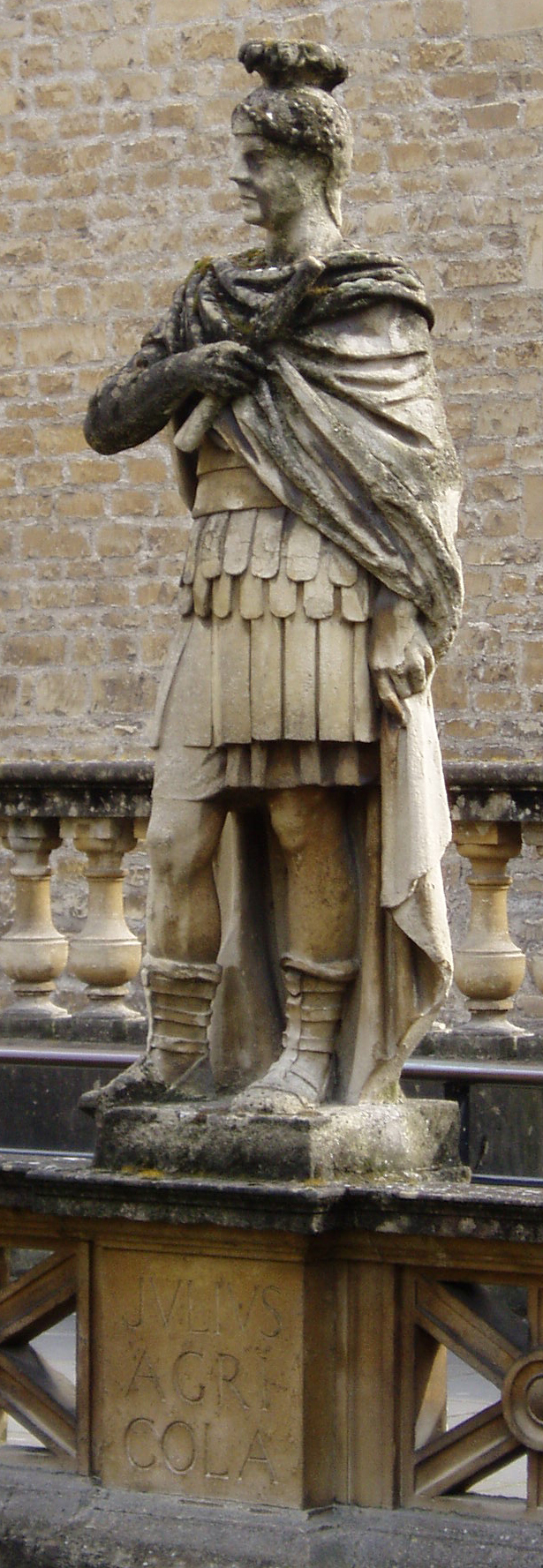
Statua di Agricola del XIX secolo a Bath.

Durante la dinastia flavia l'esercito romano in Scozia contava ben venticinquemila uomini. Il costo per mantenerli era cospicuo, si calcola circa 16000-19000 tonnellate di grano di rifornimenti alle truppe. Inoltre il materiale per costruire i forti era sostanzioso, stimato a 28,315 m3 di legname. Nel sito di Inchtuthil sono stati rinvenute dieci tonnellate di chiodi, dove si trovava una guarnigione di seimila uomini. Conseguentemente all'occupazione romana, i nativi rioccuparono alcuni forti abbandonati in precedenza e ne costruirono di nuovi come ad Hill O'Christ's Kirk nell'Aberdeenshire.
Agricola venne richiamato a Roma da Domiziano e la sua carica passò a un successore di cui non si sa il nome. forse si tratta di Sallustio Locullo. I successore di Agricola non furono in grado, oppure non ne avevano voglia, di sottomettere le tribù del nord. La Legio II Adiutrix venne richiamata dalla Britannia e fu inviata in Dacia. Inoltre Domiziano riteneva che i successi militari di Agricola fossero inventati. La fortezza di Inchtuthil fu smantellata prima del suo completamento e le altre fortificazioni del Gask Ridge, erette per solidificare la presenza romana in Scozia, furono abbandonate nel giro di pochi anni. È possibile che i costi dell'occupazione in Scozia superassero i benefici. Nell'87 l'occupazione romana della Scozia si limitò alle Southern Uplands e alla fine del I secolo a Stanegate road tra il Tyne e il Solway Firth.

## II secolo d.C.

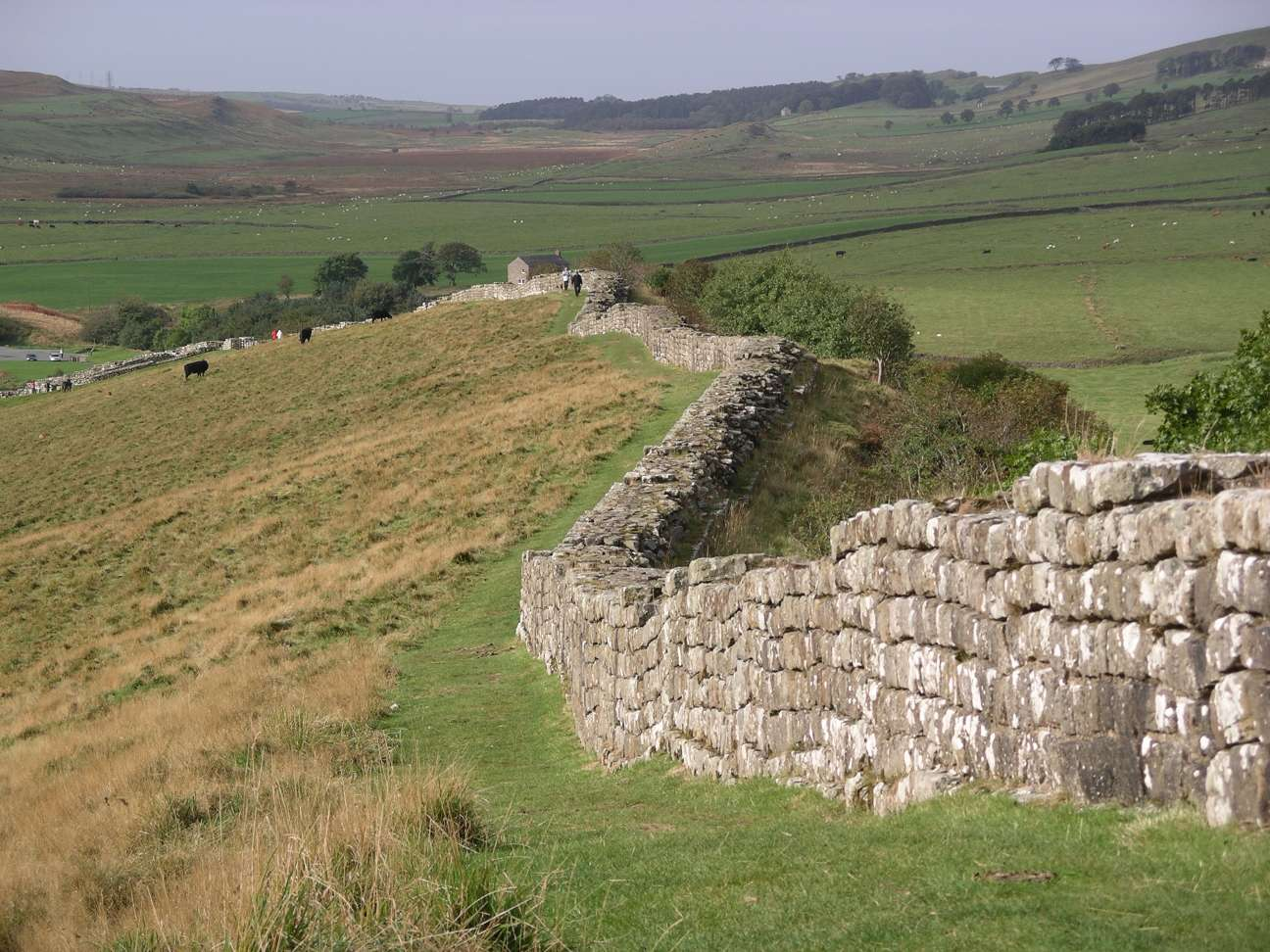
Una sezione del Vallo di Adriano, vicino Greenhead nel Northumberland.

Nel 122 l'imperatore Adriano ordinò la costruzione del muro sulla linea Tyne-Solway. Chiamato Limes Britannicus, la linea di difesa rimase fino al 139
Era una fortificazione in pietra, il vallum Aelii, chiamato così dai romani, fu costruito in sei anni. Furono edificati un'ottantina di fortini, uno ogni miglio romano. Inoltre vennero edificati due punti di osservazioni tra un fortino e l'altro. Il vallo era abbastanza largo che si poteva camminarci sopra. L'idea di costruire il vallo era per controolare i contatti tra i Briganti a sud e i Selgovi a nord.

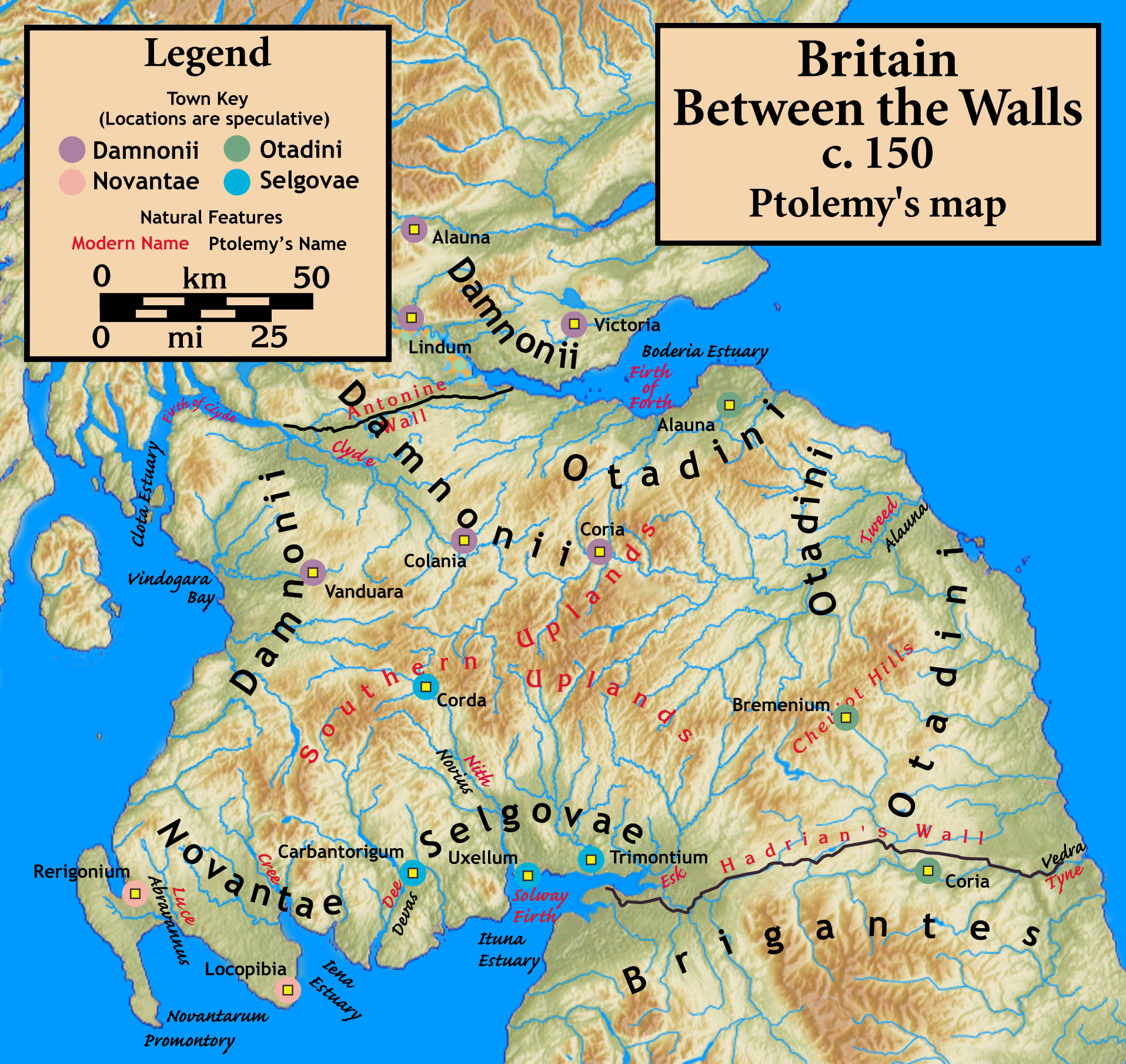
La Scozia durante il regno di Antonino Pio.

Quinto Lollio Urbico divenne governatore della Britannia nel 138 all'epoca del nuovo imperatore Antonio Pio. Urbico era figlio di un proprietario terriero della Libia nativo della Numidia. Prima di arrivare in Britannia, Urbico fu al servizio dell'esercito romano durante la ribellione ebraica del 132-135 e fu poi anche governatore della Germania inferiore.
Antonino Pio non seguì la politica di contenimento del suo predecessore Adriano, così ordinò ad Urbico di riconquistare le Lowlands scozzesi. Nel 139-140 fece ricostruire il forte a Corbridge e nel 142-143 uscirono monete che commemoravano la vittoria In Britannia. Probabilmente Urbico riconquistò la Scozia meridionale grazie alla Seconda Legione Augusta, combattendo contro diverse tribù britanniche, tra cui fazioni dei Briganti, i Votadini, i Selgovi e i Damnoni. Urbico era a capo di oltre sedicimila uomini.
Forse Urbico partì da Corbridge, avanzò verso nord e lasciò delle guarnigioni a Brememium e a Trimontium. Inoltre si assicurò le linee di rifornimento via terra e via mare.
Le campagne di Urbico iniziarono quando iniziò la costruzione del nuovo limes tra il Firth of Clyde e il Firth of Forth, cioè il Vallo di Antonino. Le tribù che erano insediate tra i due valli, formarono una coalizione contro Roma, detta dei Meati. Il Vallo di Antonino aveva lo scopo di tagliare i rapporti tra i Caledoni e i Meati. Inoltre facilitò il passaggio delle truppe da est a ovest. Urbico ottenne una serie di successi militari, ma furono effimeri. Il Vallo di Antonino fu abbandonato poco dopo il 160.

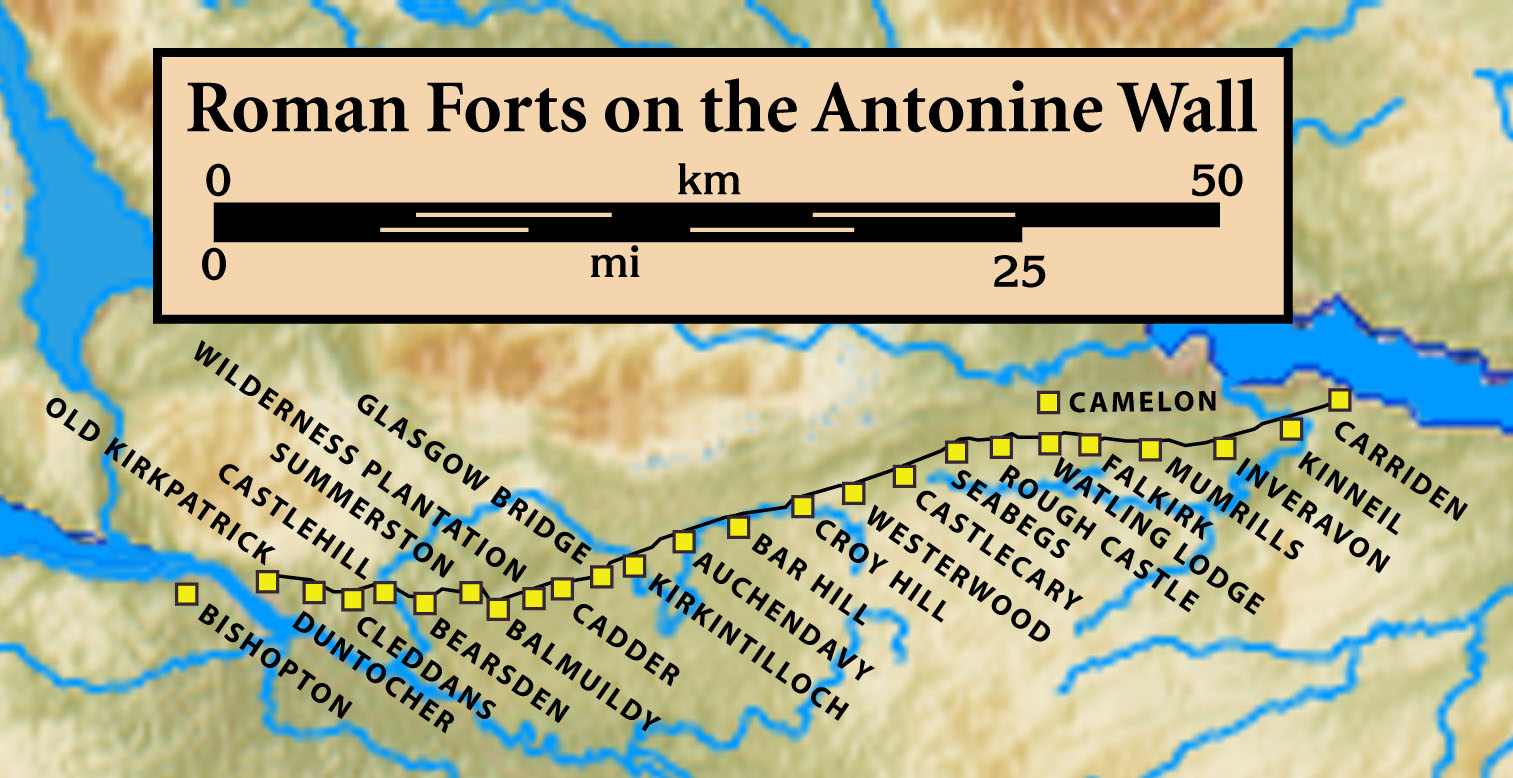
Forti e fortini del Vallo di Antonino da occidente a oriente: Bishopton, Old Kilpatrick, Duntocher, Cleddans, Castlehill, Bearsden, Summerston, Balmuildy, Wilderness Plantation, Cadder, Glasgow Bridge, Kirkintilloch, Auchendavy, Bar Hill, Croy Hill, Westerwood, Castlecary, Seabegs, Rough Castle, Camelon, Watling Lodge, Falkirk, Mumrills, Inveravon, Kinneil, Carriden

## III secolo d.C
Alla fine del II secolo la frontiera tra Impero romano e celti tornava ad essere il Vallo di Adriano. Nonostante ciò continuarono le incursioni romane in territorio scozzese e rimasero presidiati alcuni avamposti nel sudovest e quello di Trimontium. Le truppe di Roma penetrarono ancora nell'estremo nord. Dopo il 197 il Vallo di Antonino fu nuovamente rioccupato per un breve periodo. Nel 209 l'imperatore Settimio Severo, sostenendo che i Meati avessero provocato, iniziò la campagna militare contro la Confederazione dei Caledoni. Settimio Severo invase la Caledonia con un esercito di quarantamila truppe.

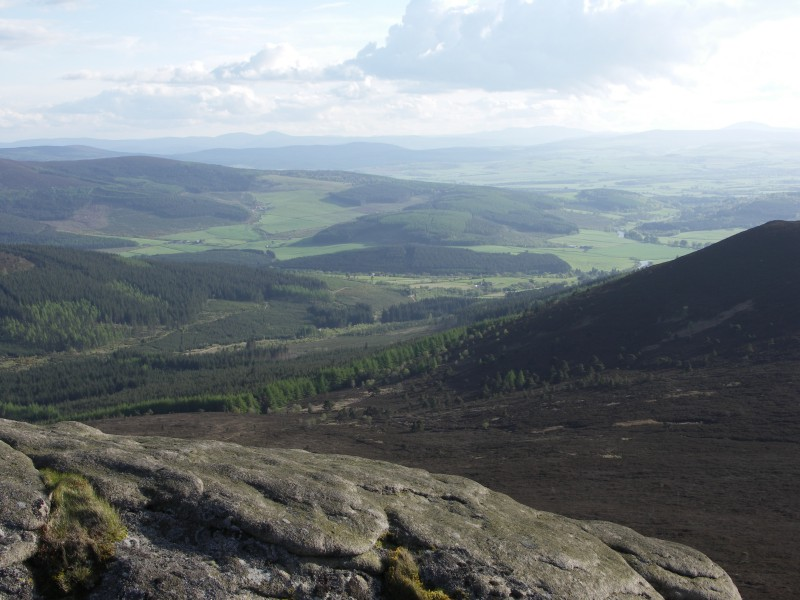
Campagne dell'Aberdeenshire, dalle alture delle colline Bennachie, si vede il tereno dove erano situati i campi romani.

Secondo Cassio Dione, Severo inflisse un genocidio, però fu esposto alla guerriglia dei nativi, arrivando a perdere cinquantamila uomini.
Furono costruiti una linea di fortificazioni a nordest, tuttavia solo due di questi, a Cramond e a Carpow, erano presidiati in modo continuo prima che le truppe romane furono nuovamente riallocate al Vallo di Adriano nel 213. Le campagne romane coincidono con l'abbandono siti sotterranei in Scozia.

Nel 210 la campagna militare di Severo era a un buon punto però fu interrotta. L'imperatore si ammalò e morì l'anno successivo a Eboracum. Caracalla continuò a campagna, ma ben prestò concordò la pace. I romani non fecero più tentativi di conquistare la Scozia e si fermarono definitivamente al Vallo di Adriano.

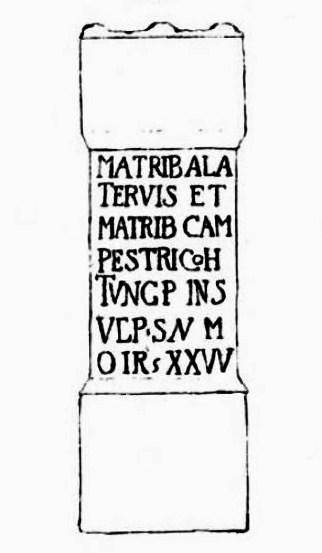
Iscrizione sull'altare romano a Cramond, dedicato alla madre di Alaterva.

Durante i negoziati per la tregua, viene citato per la prima volta il discorso di un nativo della Scozia. Si trattava della moglie del capo Argentocoxos. In risposta a Giulia Domna, moglie di Settimio Severo, che aveva criticato la morale sessuale delle donne Caledoni, aveva risposto: "Noi soddisfiamo la natura meglio di voi donne romane; noi andiamo con gli uomini migliori, mentre voi siete dissolute di nascosto con i più vili.".

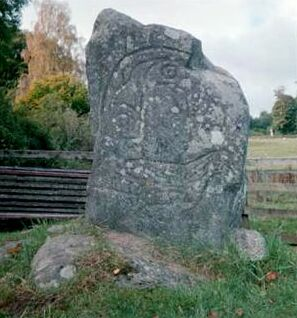
Clach an Tiompain, pietra con simbolo dei pitti a Strathpeffer

 Nel corso del Terzo secolo emerse a nord del Vallo di Adriano la confederazione dei Pitti, citati in alcuni panegirici. Si presume che fossero i discendenti dei Caledoni. Sembra che i Pitti si tatuassero, ma le testimonianze sono limitate. I celti di Dalriada li chiamavano Cruithne, e i poeti irlandesi li vedevano come simili a loro.

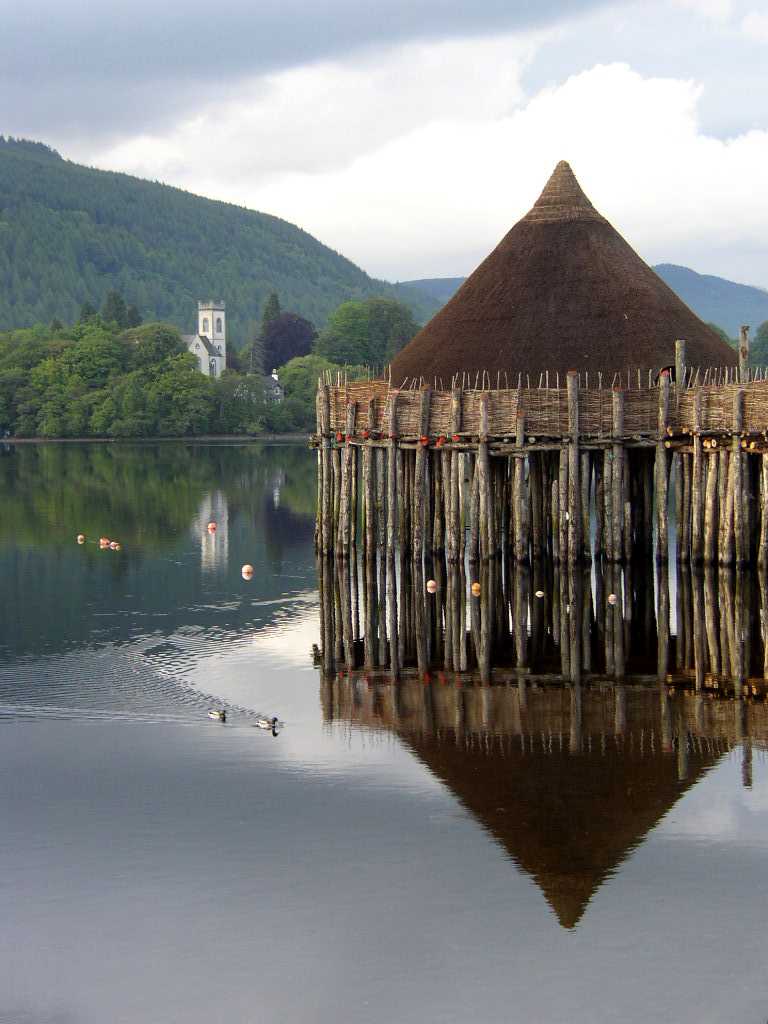
Ricostruzione di crannog a Loch Tay

 La vita quotidiana era probabilmente simile a quella dell'Irlanda e a quella dell'Inghilterra all'epoca dell'invasione anglosassone. Benché costruite in epoche precedenti, i brochs, le roundhouses e i crannogs restarono in uso anche dopo l'epoca pittica. Un altro tipo di costruzioni erano le Wheelhouse, localizzate in aree ristrette nel nordovest, furono costruite per scopi ritualistici.

## IV secolo d.C.
Successive incursioni romane furono limitate alla zona cuscinetto tra i due valli. La Cosmografia ravennate utilizza una mappa romana del III-IV secolo ed identifica quattro loci nella Scozia meridionale, Locus Maponi, gli insediamenti dei Selgovi e dei Damnoni e il quarto "Manavi".

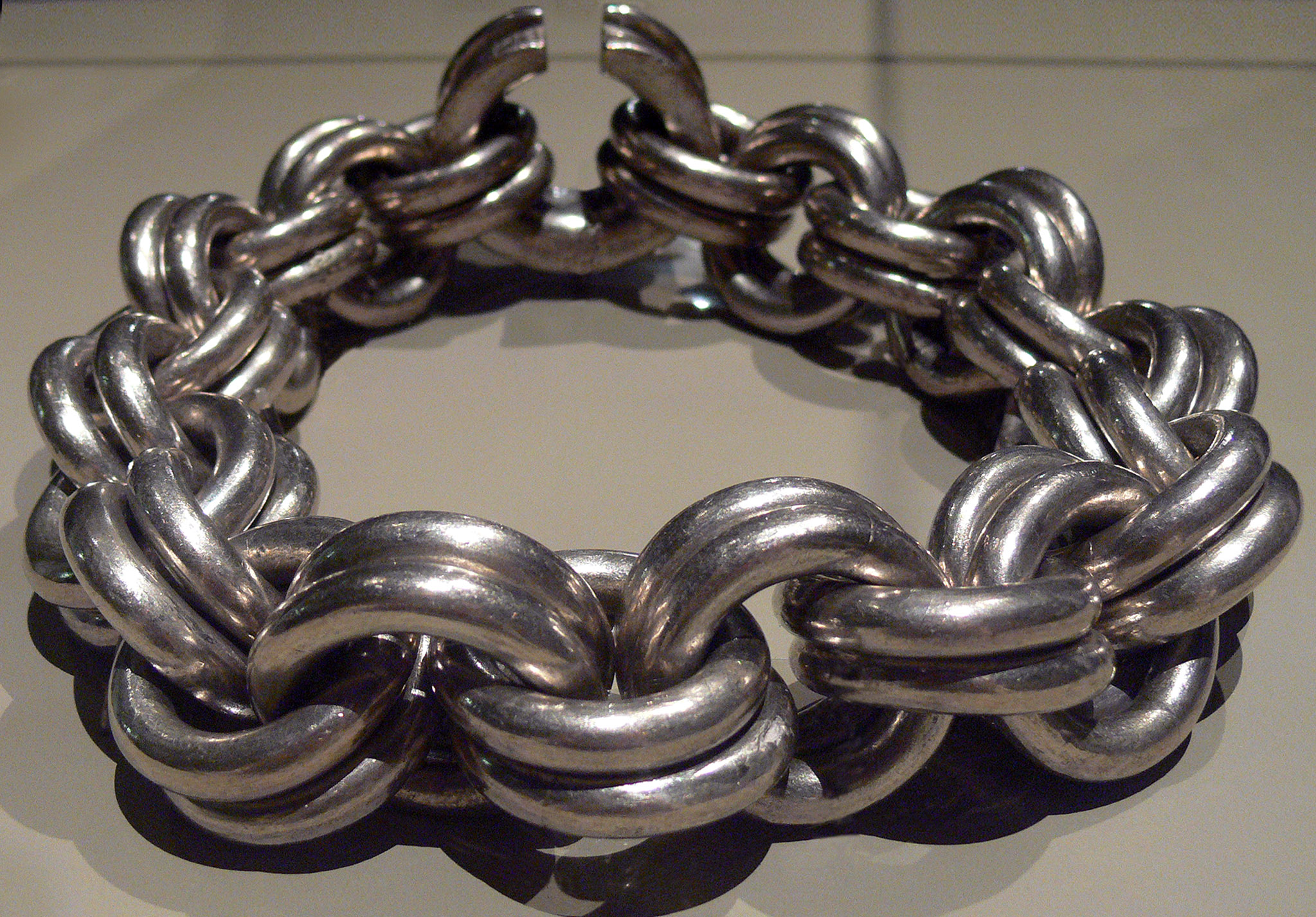
Il Whitecleuch Chain, un torc d'argento.

Sembra che le relazioni tra romani e Pitti fossero meno ostili. Non ci furono conflitti aperte, bensì solamente delle incursioni da ambo le parti..
Durante il Quarto secolo il potere di Roma sulla Britannia si stava indebolendo, così i Pitti furono incoraggiati a fare incursioni a sud del Vallo di Adriano a metà del secolo e parteciparono, assieme agli Attacotti, alla Cospirazione barbarica del 367. Il generale Flavio Teodosio riuscì a riportare l'ordine nel 369 e creò una nuova provincia la Valentia, in onore dell'imperatore Valente. La localizzazione della Valentia non è chiara, però è probabile che fosse situata oltre al Vallo di Adriano. Nel 367 i romani fecero un'altra campagna militare, ma fu un successo effimero. Nel 398 il magister militum Stilicone ha combattuto i Pitti in Britannia. All'inizio del Quinto secolo le legioni romane partirono dalla Britannia e non tornarono più nell'isola.
Nel frattempo iniziava a diffondersi il Cristianesimo in Scozia. Il primo vescovo di cui si ha notizia è Niniano di Whithorn.